# مصدع بن دهر
مَصدَع بن دهر ويقال دهم رجل من قبيلة ثمود، وقد كان من ضمن التسعة الذين وصفهم القرآن بأنهم ممن يفسدون في الأرض ولا يصلحون والذين أقدموا على عَقرِ ناقة النبي صالح (عليه السلام) والتحالف من أجل قتله (أسماؤهم: مصدع بن دهر، ويقال دهم، وقدار بن سالف، وهريم، وصواب، ورياب، وراب، ودعمي، وهي، ورعين بن عمرو).

## حديث القرآن عنه

### وصف القرآن لمصدع ومن معه
قال تعالى: ﴿وَكَانَ فِي الْمَدِينَةِ تِسْعَةُ رَهْطٍ يُفْسِدُونَ فِي الْأَرْضِ وَلَا يُصْلِحُونَ ۝٤٨﴾ [النمل:48]

### التحالف على قتل النبي صالح
قال تعالى: ﴿قَالُوا تَقَاسَمُوا بِاللَّهِ لَنُبَيِّتَنَّهُ وَأَهْلَهُ ثُمَّ لَنَقُولَنَّ لِوَلِيِّهِ مَا شَهِدْنَا مَهْلِكَ أَهْلِهِ وَإِنَّا لَصَادِقُونَ ۝٤٩﴾ [النمل:49]

### قتل ناقة النبي صالح
قال تعالى: ﴿فَكَذَّبُوهُ فَعَقَرُوهَا فَدَمْدَمَ عَلَيْهِمْ رَبُّهُمْ بِذَنْبِهِمْ فَسَوَّاهَا ۝١٤﴾ [الشمس:14]